# Esquadrão de Construção de Aeródromos N.º 5 da RAAF
O Esquadrão de Construção de Aeródromos N.º 5 foi um esquadrão da Real Força Aérea Australiana (RAAF). Esta unidade foi formada em 1942 e serviu na Campanha da Nova Guiné e na Campanha de Bornéu durante a Segunda Guerra Mundial. O esquadrão foi um de apenas um punhado de esquadrões de construção de aeródromos que não foram extintos com o final da guerra, e fez parte da contribuição australiana na ocupação do Japão até 1949. Extinta no final da ocupação e re-estabelecida em Agosto de 1951, trabalhou em várias bases da força aérea. Para além do desempenho da sua função principal, também enviou vários destacamentos de engenharia para apoiar os destacamentos e missões da RAAF no Vietname do Sul e na Tailândia, durante a Guerra do Vietname. A partir de 1961 foi o único esquadrão do género na RAAF, até ser extinto em 1974.

## História

### Segunda Guerra Mundial
No dia 7 de Julho de 1942, 250 homens do Esquadrão de Construção de Aeródromos N.º 1 foram destacados para formarem uma nova unidade que serviria na Nova Guiné. Esta destacamento chegou a Port Moresby no dia 7 de Agosto, depois de uma viagem de barco atribulada. Este destacamento começou a construir o Aeródromo de Wards no dia 14 de Agosto, e a primeira pista do aeródromo ficou operacional em apenas três semanas. A conclusão da construção do aeródromo foi, no entanto, adiada até Janeiro de 1943, devido à falta de pessoal e equipamentos. Este destacamento, que já era conhecido por Esquadrão de Trabalhos Móvel N.º 1, foi designado como Esquadrão de Trabalhos Móvel N.º 5 no dia 16 de Novembro. Para poder prestar apoio às ofensivas aliadas na Nova Guiné, o esquadrão foi movido para a Ilha Goodenough entre Fevereiro e Março de 143, onde construiu o Aeródromo Vivigani. Este aeródromo inicialmente era composto por uma pista de caças com 1524 metros e uma pista de bombardeiros com 1829 metros, além de possuir um quartel-general, infraestruturas de manutenção e de logística. Durante o mês de Março e Abril uma equipa do esquadrão foi destacada para assistir o Esquadrão de Construção de Aeródromos N.º 6 em Milne Bay. O Esquadrão de Trabalhos Móvel N.º 5 deixou Goodenough no dia 21 de Novembro para iniciar, na Austrália, um período de descanso e reconstituição.
No início de 1944 o Esquadrão de Trabalhos Móvel N.º 1 tornou-se parte de uma força da RAAF e do Exército dos Estados Unidos, composta de engenheiros para a construção de aeródromos em Aitape, na Nova Guiné, a partir de onde partiria todo o apoio aéreo necessário às operações à volta de Jayapura, depois de o Exército dos Estados Unidos lá ter desembarcado no dia 22 de Abril. O esquadrão partiu de Melbourne no dia 15 de Fevereiro, e eventualmente juntou-se ao grupo de engenharia em Lae no dia 18 de Abril, onde recebeu treino em tácticas de infantaria. A chegada a Aitape deu-se no dia 22 de Abril, e o esquadrão chegou à costa no dia seguinte. O aeródromo em Aitape ficou operacional no dia 25 de Abril e mais tarde sofreu uma expansão. No dia 6 de Julho, o esquadrão chegou à ilha de Numfor, onde mais uma vez fez parte de um grupo de engenharia encarregada de reparar e expandir os aeródromos da ilha. As forças aliadas haviam aterrado pela primeira vez na ilha no dia 2 de Julho, e a ilha em si ainda não estava totalmente assegurada quando as obras começaram. Como resultado, o pessoal do esquadrão teve que montar um perímetro de segurança, durante o qual capturaram 12 militares japoneses. Nesta ilha, o esquadrão foi re-baptizado como Esquadrão de Construção de Aeródromos N.º 5 no dia 18 de Julho. A 25 de Novembro, o Esquadrão de Construção de Aeródromos N.º 4 e o Esquadrão de Construção de Aeródromos N.º 5 eram as principais unidades da Asa N. 62. Esta asa fazia parte da Primeira Força Aérea Táctica Australiana, que era a principal força móvel da RAAF.
Em Janeiro de 1945 os dois esquadrões da asa foram transferidos para a ilha de Biak, onde trabalharam para melhorar as infraestruturas usadas pelo Exército dos Estados Unidos e pelas Forças Aéreas do Exército dos Estados Unidos. A meio de Maio de 1945, ambos os esquadrões viajaram para Morotai. Permaneceram nessa ilha até Junho, quando partiram como parte da batalha de Bornéu, uma batalha liderada pela Austrália. Ambos os esquadrões aterraram em Labuan no dia 11 de Junho e trabalharam na reparação e manutenção do aeródromo da ilha ate ao final da guerra, em 15 de Agosto.

### Ocupação do Japão
Enquanto a maior parte dos esquadrões de construção de aeródromos da RAAF foram dissolvidos com o final da guerra, no dia 17 de Novembro de 1945 o Esquadrão de Construção de Aeródromos N.º 5 foi informado que faria parte da contribuição australiana na Força de Ocupação da Comunidade Britânica (BCOF), no Japão. Para este destacamento, ficou subordinado à Asa N.º 81. Parte do esquadrão chegou ao Japão no final de 1945, e o resto chegou a Iwakuni no dia 22 de Fevereiro de 1946. Nesta altura o esquadrão passava por um período de escassez de militares, com uma força composta por apenas 14 oficiais e 189 militares, devido ao facto de que havia pouca gente a voluntariar-se para este tipo de funções; em Março e Abril, o esquadrão foi reforçado com mais 173 efectivos.
O esquadrão prestou apoio na área da engenharia à BCOF durante os três anos ques e seguiram. As suas prioridades iniciais consistiam na reparação dos aeródromos em Iwakuni, Bofu e Miho. A meio de 1946 o esquadrão já estava a trabalhar nestes três aeródromos, construindo pequenas pistas de aterragem para aeronaves de reconhecimento do exército e mantinha mais quarto aeródromos dentro da área de responsabilidade do BCOF. Estas tarefas eram de grande importância para o BCOF, e o historiador da RAAF Alan Stephens escreveu que "as conquistas do esquadrão foram, provavelmente, as mais significativas de qualquer unidade australiana—fosse ela aérea, de terra ou marítima" durante a ocupação do Japão. Trabalhadores japoneses e comerciantes foram empregues em todos os projectos do esquadrão, sendo que o pessoal do esquadrão assumia papeis mais especialistas. O tamanho do BCOF foi reduzido em 1948, e o governo australiano decidiu também reduzir a força destacada no Japão para um único esquadrão de voo. Assim, as responsabilidades do Esquadrão de Construção de Aeródromos N.º 5 foram passadas gradualmente para o pessoal do Esquadrão N.º 77, e o esquadrão foi dissolvido em Iwakuni no dia 30 de Junho de 1949.

### Guerra Fria

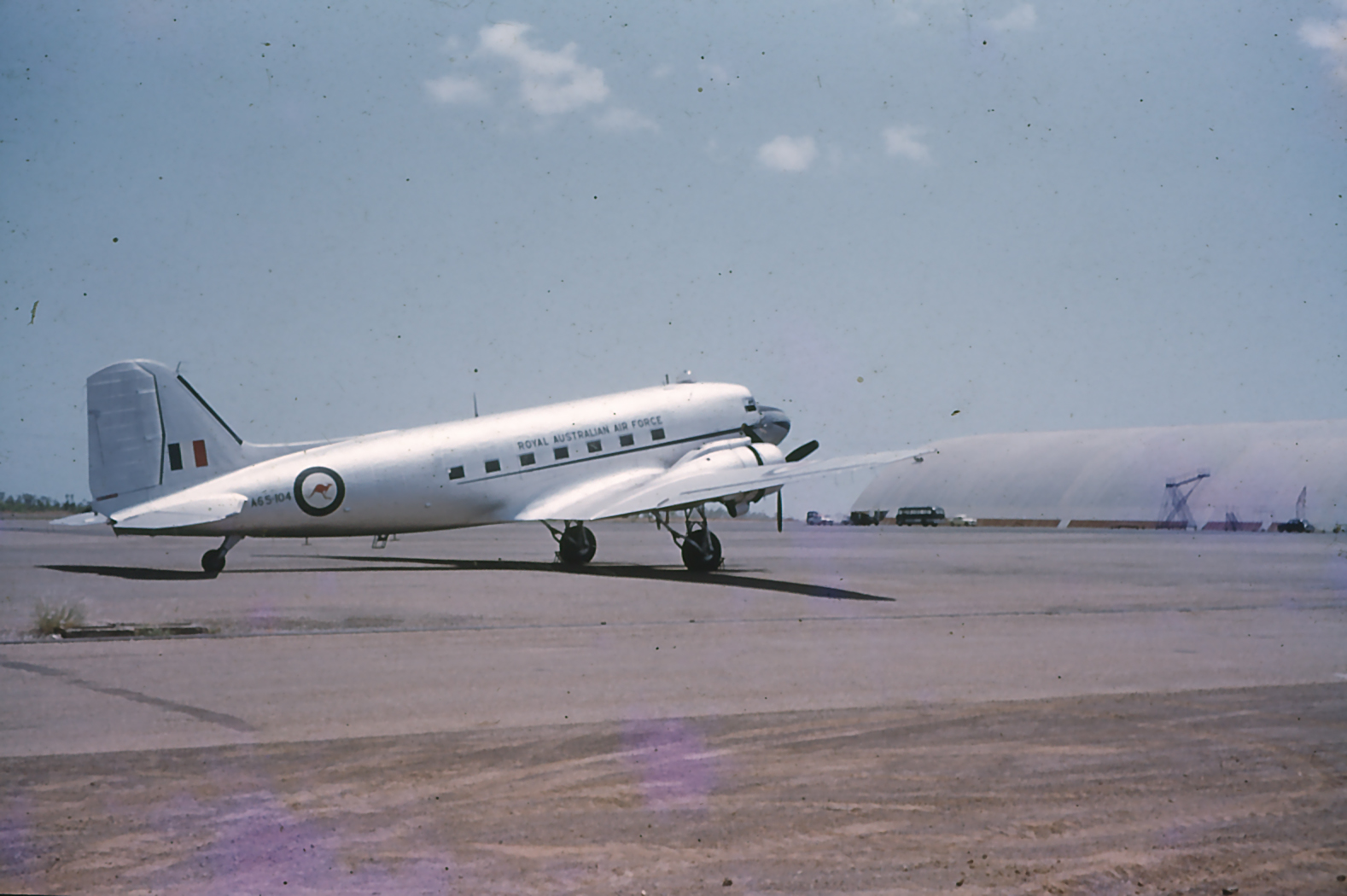
Um Dakota da RAAF na Base aérea de Darwin em 1961. Esta aeronave foi a primeira a passar pela pista depois de a mesma ser construída.

O Esquadrão de Construção de Aeródromos N.º 5 foi restituído no dia 8 de Agosto de 1951 em Bankstown, Nova Gales do Sul, para ir de encontro à necessidade da RAAF em ter uma unidade de engenharia e que providenciasse um núcleo a partir do qual outras unidades de engenharia pudessem ser formadas. Inicialmente, o esquadrão esteve a trabalhar em projectos em Sydney, antes de ser movido para a Base aérea de Williamtown em 1952, onde realizou uma grande modernização da base, trabalho que durou até 1955. Durante este período, o esquadrão também trabalhou em outras unidades da RAAF em Nova Gales do Sul. Entre Março e Novembro de 1952 um destacamento de 30 homens do esquadrão foi enviado para as Ilhas Montebello, perto da costa da Austrália Ocidental, para prestar apoio ao teste nuclear britânico que estava a ocorrer na área, a Operação Hurricane. Outro destacamento do esquadrão prestou apoio na construção das infraestruturas no Woomera Test Range, no sul da Austrália, entre 1952 e 1955.
A maior parte do Esquadrão de Construção de Aeródromos N.º 5 foi transferido para Darwin em 1955, para construir uma pista de aterragem com 4000 metros de extensão, assim como as infraestruturas da Base aérea de Darwin, embora um destacamento tenha permanecido em Williamtown até Junho de 1963 e dois outros tenham sido formados para realizar trabalhos de engenharia na região de Sydney e para a reconstrução da pista de aterragem da Base aérea de Amberley. A expansão da Base aérea de Darwin foi concluída em 1964. Depois da extinção do Esquadrão de Construção de Aeródromos N.º 2 no dia 28 de Abril de 1961, o Esquadrão de Construção de Aeródromos N.º 5 permaneceu como a única unidade de construção da RAAF, tendo absorvido parte do pessoal e do equipamento do último esquadrão. Durante um curto período o último esquadrão passou a designar-se como "Destacamento C do Esquadrão de Construção de Aeródromos N.º 5", isto enquanto completava alguns trabalhos na Base aérea de East Sale; em Setembro de 1961, esta sub-unidade foi extinta.
Assim que as obras na Base aérea de Darwin foram concluídas, o Esquadrão de Construção de Aeródromos N.º 5 foi movido para sul para desenvolver a Base aérea de Tindal, perto de Katherine, no Território do Norte. O esquadrão enviou uma equipa de engenheiros para Tindal em Outubro de 1963, e as obras na base começaram no final de 1964. A pista de aterragem de 2743 metros de extensão foi aberta em março de 1967, e a base ficou operacional para receber unidades da RAAF no início de 1968. O trabalho de expansão da base em Tindal continuou durante 1968 e 1969. Durante este período, destacamentos do esquadrão também trabalharam em Darwin e em Amberley, e no dia 14 de Setembro de 1969 o quartel-general do Esquadrão de Construção de Aeródromos N.º 5 moveu-se para Amberley.
Vários destacamentos do Esquadrão de Construção de Aeródromos N.º 5 fizeram parte da contribuição australiana na Guerra do Vietname. Depois do envio do Esquadrão N.º 79 para a Base aérea de Ubon em Junho de 1962, na Tailândia, uma equipa de pessoal do Esquadrão de Construção de Aeródromos N.º 5 também foi enviada para Ubon para planear e supervisionar a construção das infraestruturas para o esquadrão. O trabalho nestas instalações foi realizado por cem civis tailandeses que construíram mais de 50 cabanas e outras infraestruturas de suporte para o Esquadrão N.º 79 quando os trabalhos terminaram em 1962. As unidades da RAAF começaram a ser enviadas para o Vietname do Sul em 1964, e em Maio de 1966 o Destacamento A do Esquadrão de Construção de Aeródromos N.º 5 foi formado em Vũng Tàu para melhorar o aeródromo local para que pudesse receber o Esquadrão N.º 9 (equipado com helicópteros UH-1 Iroquois). Os 19 membros deste destacamento regressaram à Austrália no dia 8 de Outubro de 1966. O Destacamento B do Esquadrão de Construção de Aeródromos N.º 5 foi posteriormente enviado para o Vietname do Sul, em Janeiro de 1967, para construir infraestruturas na Base aérea de Phan Rang para oito bombardeiros a jacto English Electric Canberra do Esquadrão N.º 2. Esta tarefa foi concluída em Abril, e em Junho o Destacamento B foi enviado até Vũng Tàu para completar a construção das infraestruturas australianas naquela localidade. O trabalho no aeroporto de Vũng Tàu foi concluído no dia 20 de Janeiro de 1968, e o destacamento foi extinto no dia 17 de Fevereiro de 1968.
O último grande projecto do Esquadrão de Construção de Aeródromos N.º 5 foi o desenvolvimento da Base aérea de Learmonth na Austrália Ocidental. O trabalho foi iniciado em Março de 1970 quando o Destacamento E do esquadrão foi formado nesta base, e o corpo principal do esquadrão chegou a 1 de Fevereiro de 1971. A tarefa do Esquadrão de Construção de Aeródromos N.º 5 consistia na expansão da pista já existente e na construção de infraestruturas para aeronaves de combate da RAAF, isto no caso de guerra com a Indonésia. Estes trabalhos foram realizados em condições climáticas difíceis, e as condições de alojamento para os militares e as suas famílias eram inadequados. Mesmo assim, a pista e as infraestruturas foram concluídas e abertas no dia 15 de Dezembro de 1972, embora algum trabalho posterior fosse realizado mais tarde. Em Agosto de 1973 foi anunciado que o Esquadrão de Construção de Aeródromos N.º 5 seria dissolvido. A força de efectivos do esquadrão diminuiu durante 1974, à medida que o pessoas saía da RAAF ou era movido para outras unidades, e o esquadrão acabou por ser extinto em Learmonth no dia 15 de Dezembro de 1974. O Esquadrão de Construção de Aeródromos N.º 5 foi a última unidade de construção de aeródromos da RAAF, e desde a sua extinção a RAAF tem contratado entidades civis para a construção e manutenção das suas bases aéreas. Um memorial, comemorando a Esquadrão de Construção de Aeródromos N.º 5, foi revelado no RAAF Memorial Grove nos arredores de Camberra, no dia 21 de Março de 2014.